# 珊瑚脊长老会
珊瑚脊长老会（英語：Coral Ridge Presbyterian Church）是一个美国长老会堂会，位于美国佛罗里达州的勞德代爾堡，由甘雅各（D. James Kennedy，1930–2007）创建于1960年。甘雅各担任该堂主任牧师直到2007年去世。现在的教堂可容纳2800人，于1974年2月由葛培理主持献堂仪式。同样位于勞德代爾堡的威斯敏斯特學校（Westminster Academy）和諾克司神學院（Knox Theological Seminary）都属于该堂。现任主任牧师为葛培理的孙子 W. Tullian Tchividjian，2009年4月接续甘雅各担任该堂主任牧师。
自1978年起，甘雅各牧师带领的珊瑚脊长老会的每周礼拜向全美国进行电视转播。1978年5月16日加入美国长老会教派。该教堂奉行传统的加尔文主义神学，其座右铭是“在地上，如同行在天上”（"On earth as it is in heaven"）。

## 历史
珊瑚脊长老会由甘雅各创建于1960年5月22日。开始时只有45人在租来的小学礼堂进行主日崇拜。1960年代，甘雅各发展了“福音爆炸”（Evangelism Explosion）方法，强调训练平信徒在社区进行家庭探访，分享信仰。1960年代，珊瑚脊长老会成为美国增长最快的长老会堂会，到1968年拥有 1,366名信徒。1960年代初期，兴建了目前这座2800个座位的教堂，塔楼高300-英尺（91-），设计成现代风格。1973年12月21日，在新教堂举行了首次礼拜。1974年2月，葛培理主持了正式的献堂仪式。到1980年代，该堂信徒增长到数千人。福音爆炸是甘雅各的博士论文题目，他说他获得博士以“消除那种福音和教育之间矛盾的观念..福音事工需要进行彻底的教育和装备，以应付将接触到的所有人”。一部1970年的电影 Like a Mighty Army（威武之师），由克里斯·罗宾逊（Chris Robinson）扮演甘雅各，描述了该堂福音爆炸的故事。
到1980年代，该堂的电视事工每周有350万名观众，“珊瑚脊時間”（Coral Ridge Hour）节目通过400多个电台和4个有线电视网络，包括三一广播网（Trinity Broadcasting Network）、The Inspiration Network（INSP）和 NRB ，以及150多个国家的美国军队网（Armed Forces Network）播出。
由于心肌梗塞没有完全恢复，2006年12月24日，甘雅各最后一次在珊瑚脊长老会讲道。2007年8月26日正式宣布退休，十天后在家中去世。该堂在发布甘雅各退休消息后，发表声明，宣布建立甘雅各遗产网站，以悼念这位福音布道家的一生。

## 现状
该教堂现任主任牧师是 William Graham Tullian Tchividjian，他是佛罗里达本地人，出生在杰克逊维尔。他以3世纪神学家特土良命名，是著名布道家葛培理的孙子。此前，他牧养新城教堂（New City Church），在附近椰子溪（Coconut Creek）的一所中学聚会。2009年1月12日，作为两个堂会合并的一部分，他受邀成为珊瑚脊长老会的牧师。2009年3月15日，珊瑚脊长老会批准 Tchividjian 的任命和两个堂会的合并，1014名信徒中有920名投票赞成。2009年4月12日复活节，Tchividjian就任该堂的主任牧师。他在哥伦比亚国际大学学习哲学，获得改革宗神学院的神学学位。他的著作包括：Do I Know God? Finding Certainty in Life's Most Important Relationship和 Unfashionable: Making a Difference in the World by Being Different。2009年，该堂拥有2,200名信徒，平均每周有1800人出席礼拜。